# Mesoereis obscurus
Mesoereis obscurus là một loài bọ cánh cứng trong họ Cerambycidae.